# Tenryū-klasse

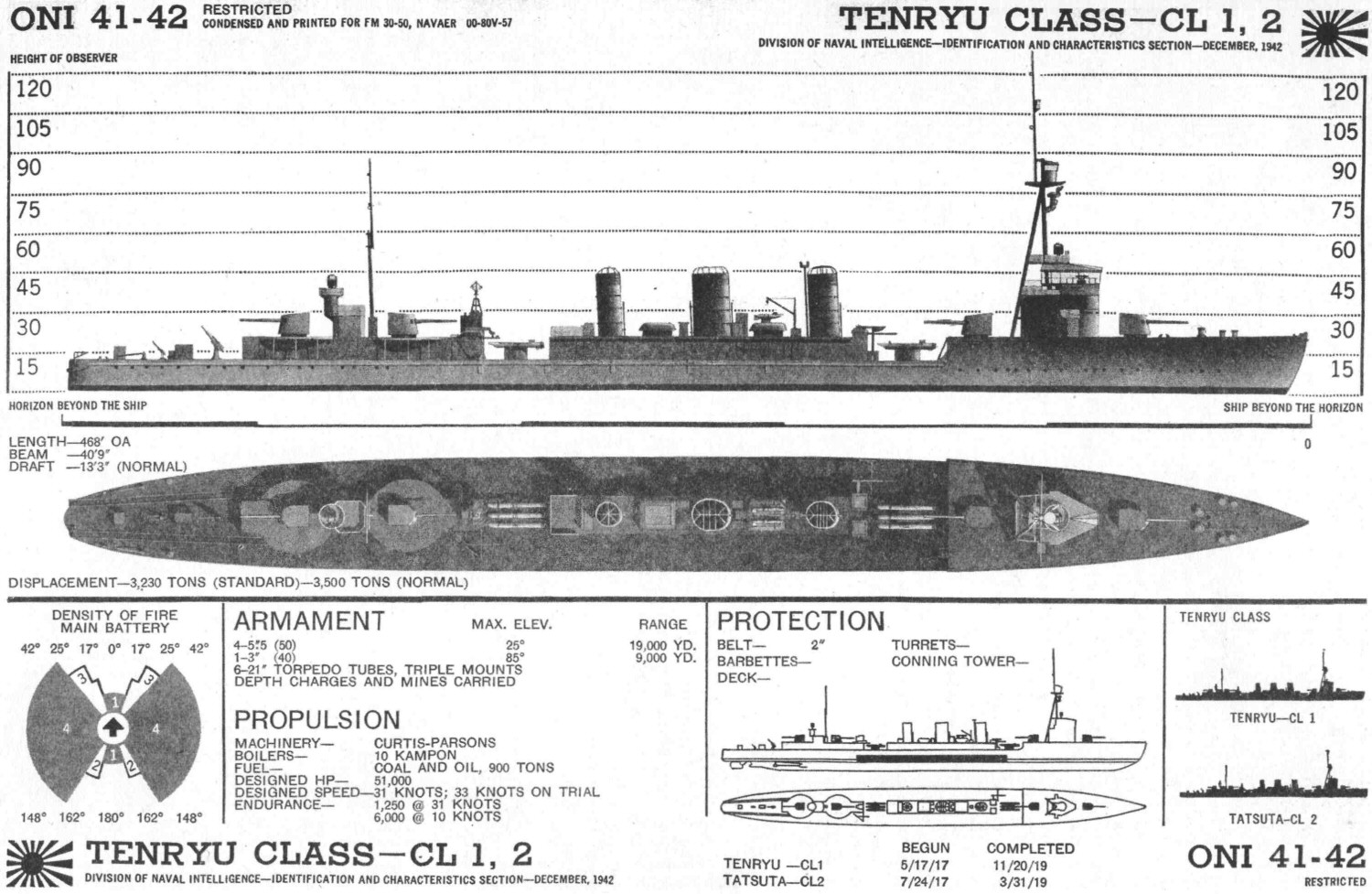
Fiche opgemaakt door de Amerikaanse marine in 1942

De Tenryū-klasse (Japans: 天龍型軽巡洋艦, Tenryū-gata kei-jun’yōkan) is een klasse lichte kruisers van begin twintigste eeuw in dienst van de Japanse Keizerlijke Marine. De klasse bestond uit twee schepen, de Tenryū en de Tatsuta. Beide schepen deden dienst in de Tweede Wereldoorlog. Oorspronkelijk waren er zes kruisers gepland.

## Achtergrond
De schepen in deze klasse werden ontworpen als vlaggenschepen voor een groep torpedobootjagers. De schepen waren een mix van de Chikumaklasse pantserdekschepen en de Kawakaze-klasse torpedobootjagers. Ook was een deel van het ontwerp gebaseerd op de Arethuasa-klasse kruisers van de Royal Navy en de Koninklijke Canadese marine. De Japanse Keizerlijke Marine en Japanse scheepswerven hadden nog steeds een goed contact met Britse werven dankzij de Anglo-Japanse Alliantie; op deze manier kon er door de Japanners geprofiteerd worden van de moderne Britse technologieën.
Plannen voor de schepen werden rond 1915 gemaakt, de bestelling kwam in 1916. De kosten waren waarschijnlijk zo'n 4.550.000 yen.
Niet lang na de oplevering van de twee schepen werd de bouw van vier andere stopgezet. Nieuwere Japanse torpedobootjagers van de Kawakaze-klasse hadden een veel hogere snelheid (39 knopen) dan de lichte kruisers, dus was dat volgens Japanse admiralen een betere investering. Later bleek dat een goede beslissing: het Amerikaanse antwoord op de kruisers was de Omahaklasse, een lichte kruiser die sneller was én beter bewapend.
Rond 1935, 1936 werd overwogen de klasse te specialiseren in luchtafweer- of antionderzeeboot-oorlogsvoering. Er zouden dan acht dubbeltorens van 127 mm komen, acht keer 25mm-geschut en vier dieptebomrekken, waarvan elk de beschikking over negen dieptebommen zou hebben. In 1937 werd besloten dit plan uit te voeren. Het plan werd echter afgeblazen, omdat de scheepswerven er te weinig capaciteit voor bleken te hebben. Rond 1938, 1939 kwam het plan nogmaals aan bod, maar de voorkeur lag toch bij de nieuwe Akizuki-klasse torpedobootjagers.

## Ontwerp
De Tenryū-klasse-kruisers werden ontworpen om leiding te geven aan het eerste- en tweedeklasse-torpedobootjagers van de Japanse marine. Opvallend bij deze schepen waren de turbines: de turbines van de Tenryū-klasse leverden dubbel zoveel paardenkracht als die van de Chikuma-klasse. Het schip had drie turbines en tien olieketels, verdeeld over drie ketelkamers.
Anderzijds was de bewapening van de Tenryū-klasse zwakker dan die van andere lichte kruisers. Het hoofdgeschut van de kruiser bestond uit vier 140mm-kanonnen, terwijl tegenstanders (zoals de Omahaklasse) beschikten over 152 mm. De secundaire bewapening van de Tenryū-klasse bestond maar uit één 80mm-kanon en verschillende 13mm-machinegeweren. Hoewel het schip wel beschikte over torpedo's, konden de torpedobuizen niet herladen worden.

## Buitenlandse reacties

### Nederland
Vanwege oplopende spanningen met Japan besloot Nederland te antwoorden op de Tenryū-klasse met de twee lichte kruisers van de Javaklasse. De hoofdbewapening van deze schepen bestond uit tien kanonnen van 150 mm en vier stuks 75mm-geschut. (Later werd dit veranderd in 40mm-luchtafweergeschut.) Ook waren de schepen zwaarder bepantserd.

### Verenigde Staten
De Verenigde Staten, destijds de aartsvijand van Japan, antwoordde met de Omahaklasse lichte kruisers. Deze schepen beschikten over twaalf 152mm-kanonnen, twaalf 75mm-kanonnen en zes torpedobuizen van 553 mm.

### China
De reactie van China op de Japanse agressie was de Ning Hai-klasse lichte kruisers. Deze lichte kruisers hadden zes 140mm-kanonnen, vier 533mm-torpedobuizen, drie stuks 74mm-geschut, dieptebommen en luchtafweergeschut.

## Inzet

### Tenryū
Voor de Tweede Wereldoorlog nam de Tenryū deel aan de Siberische Interventie, diverse patrouilletaken en de begeleiding van landingstroepen in de Tweede Chinees-Japanse Oorlog. In het begin van de Tweede Wereldoorlog participeerde de Tenryū in de Slag om Wake en de invasie van de Salomonseilanden, Nieuw-Guinea en Tulagi. Tijdens zijn diensttijd bracht de Tenryū één schip tot zinken, de zware kruiser USS Quincy. De Tenryū werd tot zinken gebracht door de USS Albacore in 1943.

### Tatsuta
Voor de Tweede Wereldoorlog nam de Tatsuta deel aan de Siberische Interventie, diverse patrouilletaken en de begeleiding van landingstroepen in de Tweede Chinees-Japanse Oorlog. In het begin van de Tweede Wereldoorlog deed de Tatsuta mee aan de Slag om Wake en de invasie van de Salomonseilanden, Nieuw-Guinea en Tulagi. Het schip werd tot zinken gebracht in 1944 door de USS Sand Lance.